# Europees kampioenschap voetbal vrouwen onder 19 - 2011
Het Europees kampioenschap voetbal vrouwen onder 19 van 2011 (kortweg: EK voetbal vrouwen -19) was de 14e editie van het Europees kampioenschap voetbal vrouwen onder 19, bedoeld voor speelsters die op of na 1 januari 1992 geboren waren. Het toernooi werd van 30 mei tot en met 11 juni 2011 gespeeld in Italië. De vier halvefinalisten kwalificeerden zich voor Wereldkampioenschap voetbal vrouwen onder 20 - 2012 in Japan. Het toernooi werd gewonnen door Duitsland door in de finale Noorwegen met 8-1 te verslaan.

## Geplaatste teams
| Land        | Gekwalificeerd als | Aantal deelnames in toernooi (inclusief - 18) |
| ----------- | ------------------ | --------------------------------------------- |
| Italië      | Gastland           | 4                                             |
| Nederland   | Winnaar Groep 1    | 6                                             |
| Rusland     | Winnaar Groep 2    | 4                                             |
| Duitsland   | Winnaar Groep 3    | 14                                            |
| Noorwegen   | Winnaar Groep 4    | 9                                             |
| Zwitserland | Winnaar Groep 5    | 6                                             |
| Spanje      | Winnaar Groep 6    | 9                                             |
| België      | beste nummer 2     | 2                                             |

## Groepsfase
De loting voor de groepsfase vond plaats op 14 april 2011 om 17:00 uur in Cervia, Italië

### Groep A
| Team        | Gsp | G | G | V | DV | DT | DS | Pnt |
| ----------- | --- | - | - | - | -- | -- | -- | --- |
| Italië      | 3   | 3 | 0 | 0 | 6  | 2  | +4 | 9   |
| Zwitserland | 3   | 1 | 1 | 1 | 4  | 2  | +2 | 4   |
| Rusland     | 3   | 1 | 1 | 1 | 4  | 3  | +1 | 4   |
| België      | 3   | 0 | 0 | 3 | 3  | 10 | −7 | 0   |

|                         |                            |         |               |                                                      |
| 30 mei 2011 17:00 UTC+1 | Italië                     | 2 - 1   | Rusland       | Romeo Galli, Imola Scheidsrechter: Braz Bastos (POR) |
| 30 mei 2011 17:00 UTC+1 | Coppola 3' Alborghetti 56' | Verslag | 13' Koltakova | Romeo Galli, Imola Scheidsrechter: Braz Bastos (POR) |

|                         |                                                 |         |         |                                                                         |
| 30 mei 2011 17:00 UTC+1 | Zwitserland                                     | 4 - 1   | België  | Stadio Enrico Nanni, Bellaria-Igea Marina Scheidsrechter: Larsson (SWE) |
| 30 mei 2011 17:00 UTC+1 | Aigbogun 23' Saner 35' Probst 89' Fässler 90+3' | Verslag | 58' Aga | Stadio Enrico Nanni, Bellaria-Igea Marina Scheidsrechter: Larsson (SWE) |

|                         |             |         |             |                                                           |
| 2 juni 2011 17:00 UTC+1 | Italië      | 1 - 0   | Zwitserland | Stadio Germano Todoli, Cervia Scheidsrechter: Asuli (ISR) |
| 2 juni 2011 17:00 UTC+1 | Coppola 84' | Verslag |             | Stadio Germano Todoli, Cervia Scheidsrechter: Asuli (ISR) |

|                         |                                  |         |                   |                                                          |
| 2 juni 2011 17:00 UTC+1 | Rusland                          | 3 - 1   | België            | Stadio Tullo Morgagni, Forlì Scheidsrechter: Zinck (FRA) |
| 2 juni 2011 17:00 UTC+1 | Cholovyaga 22', 62' Ananyeva 64' | Verslag | 36' Vanhaevermaet | Stadio Tullo Morgagni, Forlì Scheidsrechter: Zinck (FRA) |

|                         |         |         |                                           |                                                                            |
| 4 juni 2011 17:00 UTC+1 | België  | 1 - 3   | Italië                                    | Stadio Enrico Nanni, Bellaria-Igea Marina Scheidsrechter: Lehtovaara (FIN) |
| 4 juni 2011 17:00 UTC+1 | Aga 30' | Verslag | 64' Salvai 67' Filippozzi 69' Alborghetti | Stadio Enrico Nanni, Bellaria-Igea Marina Scheidsrechter: Lehtovaara (FIN) |

|                         |         |       |             |                                                             |
| 4 juni 2011 17:00 UTC+1 | Rusland | 0 - 0 | Zwitserland | Stadio Germano Todoli, Cervia Scheidsrechter: Larsson (SWE) |
| 4 juni 2011 17:00 UTC+1 | Verslag |       |             | Stadio Germano Todoli, Cervia Scheidsrechter: Larsson (SWE) |

### Groep B
| Team      | Gsp | G | G | V | DV | DT | DS | Pnt |
| --------- | --- | - | - | - | -- | -- | -- | --- |
| Duitsland | 3   | 3 | 0 | 0 | 6  | 2  | +4 | 9   |
| Noorwegen | 3   | 2 | 0 | 1 | 9  | 4  | +5 | 6   |
| Nederland | 3   | 0 | 1 | 2 | 2  | 6  | −4 | 1   |
| Spanje    | 3   | 0 | 1 | 2 | 2  | 7  | −5 | 1   |

|                         |                                         |         |              |                                                           |
| 30 mei 2011 17:00 UTC+1 | Duitsland                               | 3 - 1   | Noorwegen    | Stadio Germano Todoli, Cervia Scheidsrechter: Zinck (FRA) |
| 30 mei 2011 17:00 UTC+1 | Schmid 26' Lotzen 45+1' Hegenauer 90+3' | Verslag | 35' Bjånesøy | Stadio Germano Todoli, Cervia Scheidsrechter: Zinck (FRA) |

|                         |               |         |              |                                                               |
| 30 mei 2011 17:00 UTC+1 | Spanje        | 1 - 1   | Nederland    | Stadio Tullo Morgagni, Forlì Scheidsrechter: Lehtovaara (FIN) |
| 30 mei 2011 17:00 UTC+1 | Beristain 11' | Verslag | 49' Rijsdijk | Stadio Tullo Morgagni, Forlì Scheidsrechter: Lehtovaara (FIN) |

|                         |              |         |        |                                                                             |
| 2 juni 2011 17:00 UTC+1 | Duitsland    | 1 - 0   | Spanje | Stadio Enrico Nanni, Bellaria-Igea Marina Scheidsrechter: Braz Bastos (POR) |
| 2 juni 2011 17:00 UTC+1 | Beckmann 57' | Verslag |        | Stadio Enrico Nanni, Bellaria-Igea Marina Scheidsrechter: Braz Bastos (POR) |

|                         |                              |         |           |                                                |
| 2 juni 2011 17:00 UTC+1 | Noorwegen                    | 3 - 0   | Nederland | Romeo Galli, Imola Scheidsrechter: Pirie (SCO) |
| 2 juni 2011 17:00 UTC+1 | Bjånesøy 6', 57' Hegland 39' | Verslag |           | Romeo Galli, Imola Scheidsrechter: Pirie (SCO) |

|                         |                   |         |                          |                                                 |
| 4 juni 2011 17:00 UTC+1 | Nederland         | 1 - 2   | Duitsland                | Romeo Galli, Imola Scheidsrechter: Asulin (ISR) |
| 4 juni 2011 17:00 UTC+1 | Van de Sanden 58' | Verslag | 67' Lotzen 90+1' Rudelic | Romeo Galli, Imola Scheidsrechter: Asulin (ISR) |

|                         |                                                         |         |                    |                                                          |
| 4 juni 2011 17:00 UTC+1 | Noorwegen                                               | 5 - 1   | Spanje             | Stadio Tullo Morgagni, Forlì Scheidsrechter: Pirie (SCO) |
| 4 juni 2011 17:00 UTC+1 | Bjånesøy 7', 90' Hegerberg 33' Hegland 45+1' Reiten 85' | Verslag | 61' (e.d.) Knudsen | Stadio Tullo Morgagni, Forlì Scheidsrechter: Pirie (SCO) |

## Knock-outfase
|  | halve finale | halve finale |  |           | finale    | finale |
|  |              |              |  |           |           |        |
|  |              |              |  |           |           |        |
|  | Italië       | 2            |  |           |           |        |
|  | Noorwegen    | 3            |  |           |           |        |
|  |              |              |  |           | Noorwegen | 1      |
|  |              |              |  | Duitsland | 8         |        |
|  | Duitsland    | 3            |  |           |           |        |
|  | Zwitserland  | 1            |  |           |           |        |

### Halve finales
|                   |                       |         |                                       |                                                                       |
| 8 juni 2011 17:00 | Italië                | 2 – 3   | Noorwegen                             | Stadio Enrico Nanni, Bellaria-Igea Marina Scheidsrechter: Zinck (FRA) |
| 8 juni 2011 17:00 | Lecce 22' Coppola 49' | Verslag | 12' Bjånesøy 48' Hegerberg 65' Hansen | Stadio Enrico Nanni, Bellaria-Igea Marina Scheidsrechter: Zinck (FRA) |

|                   |                                          |         |             |                                                                       |
| 8 juni 2011 20:00 | Duitsland                                | 3 – 1   | Zwitserland | Stadio Enrico Nanni, Bellaria-Igea Marina Scheidsrechter: Pirie (SCO) |
| 8 juni 2011 20:00 | Petzelberger 21' Beckmann 54' Lotzen 84' | Verslag | 38' Canetta | Stadio Enrico Nanni, Bellaria-Igea Marina Scheidsrechter: Pirie (SCO) |

### Finale
|                          |              |       |                                                                                        |                                                      |
| 11 juni 2011 20:30 UTC+1 | Noorwegen    | 1 - 8 | Duitsland                                                                              | Romeo Galli, Imola Scheidsrechter: Braz Bastos (POR) |
| 11 juni 2011 20:30 UTC+1 | Bjånesøy 72' |       | 29' Wensing 50', 79' Schmid 55', 60' Lotzen 58' Petzelberger 70' Rudelic 88' Hegenauer | Romeo Galli, Imola Scheidsrechter: Braz Bastos (POR) |

1998 · 
Zweden 1999 · 
Frankrijk 2000 · 
Noorwegen 2001 · 
Zweden 2002 · 
Duitsland 2003 · 
Finland 2004 · 
Hongarije 2005 · 
Zwitserland 2006 · 
IJsland 2007 · 
Frankrijk 2008 · 
Wit-Rusland 2009 · 
Macedonië 2010 · 
Italië 2011 · 
Turkije 2012 · 
Wales 2013 ·
Noorwegen 2014 ·
Israël 2015 ·
Slowakije 2016 ·
Noord-Ierland 2017 ·
Zwitserland 2018 ·
Schotland 2019 ·
Georgië 2020·
Wit-Rusland 2021 ·
Tsjechië 2022 ·
België 2023 ·
Litouwen 2024 ·
Wit-Rusland 2025 ·